# Saint-Boès
Saint-Boès är en kommun i departementet Pyrénées-Atlantiques i regionen Nouvelle-Aquitaine i sydvästra Frankrike. Kommunen ligger i kantonen Orthez som tillhör arrondissementet Pau. År 2022 hade Saint-Boès 370 invånare.

## Befolkningsutveckling
Antalet invånare i kommunen Saint-Boès
| Referens: INSEE |